# Koersbal op de Paralympische Zomerspelen 1984
De VIIe Paralympische Spelen werden in 1984 gehouden in Stoke Mandeville (Verenigd Koninkrijk) en New York, Verenigde Staten.
De Paralympics van 1984 werden in twee verschillende landen georganiseerd. Dit was vooral te wijten aan de Amerikaanse Gehandicaptensport Organisaties. Met name de Amerikaanse Wheelchairsport Association wilde dermate veel invloed en atleten op de Spelen, dat dat voor de andere Organisaties (Blinden, Spastici en Amputees) niet accepteerbaar was. Deze drie organisaties besloten om de Paralympics in New York USA te houden van 16 juni tot 30 juni 1984, zonder de rolstoelers. Deze kregen hun eigen spelen in Stoke Mandeville, Verenigd Koninkrijk van 23 juli tot 1 augustus 1984.
Koersbal was een van de 18 sporten tijdens deze spelen. 

## Mannen

### Paren
| Klasse      | land | Goud                          | land | Zilver                      | land | Brons                   |
| ----------- | ---- | ----------------------------- | ---- | --------------------------- | ---- | ----------------------- |
| A2/4        | IRL  | Bill Ensor Paul Smyth         | GBR  | J. Gladman Bernard Wessier  | AUS  | K. Zotti Clifford Swann |
| A6/8        | GBR  | Anthony Prowse Richard Coates | AUS  | John Forsberg R. Wedderburn | INA  | Kurnianto Lesmana Memed |
| Dwarslaesie | AUS  | Roy Fowler Eric Magennis      | AUS  | Wayne Lewis Ken Moran       | INA  | John Gronow Hubball     |

### Individueel
| Klasse      | land | Goud           | land | Zilver            | land | Brons         |
| ----------- | ---- | -------------- | ---- | ----------------- | ---- | ------------- |
| A2/4        | IRL  | Paul Smyth     | ZIM  | E. van der Heiden | AUS  | David Boldery |
| A6/8        | GBR  | Richard Coates | AUS  | John Forsberg     | AUS  | John Newton   |
| Dwarslaesie | AUS  | Roy Fowler     | GBR  | Hubball           | GBR  | Gibson        |
| Tetraplegie | GBR  | K. Ellison     | GBR  | Isabel Barr       | GBR  | T. Taylor     |

## Vrouwen

### Paren
| Klasse      | land | Goud          | land | Zilver                    | land | Brons           |
| ----------- | ---- | ------------- | ---- | ------------------------- | ---- | --------------- |
| Dwarslaesie | IRL  | Hendra Bailey | GBR  | Yvonne Hawtin R. Thompson | JPN  | N. Tamaya Ekeda |

### Individueel
| Klasse      | land | Goud          | land | Zilver           | land | Brons             |
| ----------- | ---- | ------------- | ---- | ---------------- | ---- | ----------------- |
| A2/4        | GBR  | A. Smith      | INA  | Umardiyani Ninik | USA  | Melody Williamson |
| Dwarslaesie | GBR  | Yvonne Hawtin | GBR  | R. Thompson      | IRL  | Hendra            |

## Gemengd

### Paren
| Klasse      | land | Goud               | land | Zilver                      | land | Brons         |
| ----------- | ---- | ------------------ | ---- | --------------------------- | ---- | ------------- |
| Dwarslaesie | GBR  | R. Thompson T. Ure | GBR  | Yvonne Hawtin Ken Bridgeman | IRL  | Bailey Hendra |

Atletiek · Bankdrukken · Basketbal · Boogschieten · Boccia · CP-voetbal · Gewichtheffen · Goalball · Koersbal · Paardensport · Schermen · Schietsport · Snooker · Tafeltennis · Volleybal · Worstelen · Wielersport · Zwemmen
Tel Aviv 1968 ·
Heidelberg 1972 ·
Toronto 1976 ·
Arnhem 1980 ·
New York & Stoke Mandeville 1984 ·
Seoel 1988 ·
Atlanta 1996